# Midnight Run (Siddiq e Vektroid)
Midnight Run è un album in studio in collaborazione tra il rapper di Houston Siddiq e la produttrice di Portland Vektroid, pubblicato nel 2016 dalla NewDreamsLtd.

## Il disco
Midnight Run presenta un suono a tratti vicino all'elettronica per la presenza di synth allucinogeni e lunghi interludi strumentali e altresì vicino all'hip-hop grazie alla presenza di tipiche sonorità g-funk. Nei testi Siddiq tratta temi onirici ed esprime gratitudine per i traguardi raggiunti ma allo stesso tempo prova compassione per "coloro che non ce l'hanno ancora fatta".

## Tracce
1. Overture
2. Midnight Run
3. Yukko (Love Version)
4. 1 More Chance
5. On My Hometown (Dom K. Cover)
6. Los Santos Freestyle
7. Fly Shit
8. Let It Smoke 1&2 (Workout)
9. Jordan 3
10. 44 Ways